# Marktwirtschaft
Die Marktwirtschaft ist ein zentraler Begriff der ökonomischen Theorie und der Wirtschaftsgeschichte.
In der Theorie der Wirtschaftsordnungen bezeichnet Marktwirtschaft (früher auch Verkehrswirtschaft) ein Wirtschaftssystem, in dem die Verteilung der Entscheidungs- und Handlungsrechte durch das Rechtsinstitut des privaten Eigentums an Produktionsmitteln erfolgt. Planung und Koordination der Wirtschaftsprozesse erfolgen dezentral. Die einzelnen Verwendungspläne der Haushalte und Unternehmen (Einkommen- und Gewinnverwendung) und die Entstehungspläne (Gewinnbildung und Einkommensentstehung) werden durch Marktpreise koordiniert. Diese Koordination umfasst einerseits die Allokation und Verteilung individueller Güter durch Marktpreise und andererseits die Allokation und Verteilung öffentlicher Güter durch politische Entscheidungen. Über Marktpreise werden die Einzelpläne der Wirtschaftssubjekte aufeinander abgestimmt und über die Verknüpfung der Märkte in einen gesamtwirtschaftlichen Rechnungszusammenhang gestellt. Dies bezieht sich ebenfalls auf öffentliche und meritorische Güter trotz fehlender Märkte für diese, da zur Herstellung des Angebotes von öffentlichen Gütern der Einsatz von Gütern oder Produktionsfaktoren, die selbst in einem marktkoordinierenden Prozess hergestellt werden, Voraussetzung ist.
Marktwirtschaft wird in der ökonomischen Theorie als ein selbstregulierendes und selbstoptimierendes System, unter der angenommenen Voraussetzung einer Entscheidungs- und Handlungsfreiheit der Wirtschaftssubjekte, aufgefasst. Daher wird die idealisierte Marktwirtschaft auch per se als freie Marktwirtschaft begriffen. Reale Märkte weichen allerdings teils erheblich von dieser idealisierten Modellvorstellung ab.
Unter den Wirtschaftshistorikern hat insbesondere Fernand Braudel und unter anderem auch Alfred Preussler auf der Unterscheidung zwischen der historisch älteren Marktwirtschaft und dem sich daraus entwickelnden Kapitalismus bestanden.

## Theorie- und Realgeschichte
Der Begriff Marktwirtschaft taucht in der deutschen Nationalökonomie erst in den frühen 1930er Jahren auf: im Umkreis der Freiburger Schule (Hans Ritschl, 1931, und Franz Böhm, 1933) und der historischen Schule (Arthur Spiethoff, 1934). Er ist jüngeren Datums als der bedeutungsgleiche Begriff der Verkehrswirtschaft, der sich schon in Max Webers Werk Wirtschaft und Gesellschaft findet und den Walter Eucken weiter verwendete.
Laut Walter Eucken gibt es bei der Analyse von Wirtschaftssystemen zwei grundsätzlich konträre Denkstile, die er als „Denken in Ordnungen“ und als „Denken in geschichtlichen Entwicklungen“ bezeichnet. Dabei ist laut Egon Tuchtfeldt die Frage, welche Herangehensweise der Gesamtproblematik von Wirtschaftssystemen besser entspricht bis heute offen. Tatsächlich brauche sich das Denken in geschichtlichen Entwicklungen und das Denken in Ordnungen keineswegs gegenseitig auszuschließen. Richtig verstanden würden beide Vorgehensweisen vielmehr eine ebenso notwendige wie fruchtbare Ergänzung bilden.
Als früher Wirtschaftswissenschaftler beschrieb der schottische Moralphilosoph Adam Smith in seinem Hauptwerk Der Wohlstand der Nationen den Markt als Anreiz- und Sanktionsmechanismus, der das eigennützige Verhalten der arbeitsteilig wirtschaftenden Menschen so koordiniert, dass die Bedürfnisse des Einzelnen bestmöglich befriedigt werden.
Walter Eucken verstand Marktwirtschaft (Verkehrswirtschaft) als reinen Idealtypus, der „in allen Epochen der Menschheitsgeschichte“ zu finden sei. Idealtypen dienten bei Eucken dem Verständnis der Wirklichkeit. Eine reine Marktwirtschaft hingegen kommt laut Eucken in der Realität nicht vor.
Franz-Xaver Kaufmann fasste in den 1980er Jahren die wirtschaftssoziologische Diskussion so zusammen, dass die „herrschende Wirtschaftslehre“ die geschichtliche und „sozio-kulturelle Bedingtheit des modernen Wirtschaftssystems“ vernachlässige. Aus historischer Sicht stelle die Marktwirtschaft als relativ autonomes Wirtschaftssystem einen Sonderfall mit bestimmten, nicht selbstverständlich gegebenen Voraussetzungen und Grenzen dar. Der Wohlstand einer Gesellschaft hängt aber nicht nur von Faktoren wie Bildungsstand, Industrialisierungsgrad oder Ausstattung mit natürlichen Ressourcen ab, sondern beruht auch auf dem institutionellen Rahmen der Wirtschaft, der aus ausdrücklichen und ungeschriebenen Regeln besteht. In den Wirtschaftswissenschaften wird die Bedeutung von Institutionen als „Spielregeln“ für die Marktwirtschaft vor allem von Douglass North betont, der 1993 zusammen mit Robert Fogel für wirtschaftshistorische Studien den Nobelpreis bekam.
Eine Beschäftigung mit den historischen und gesellschaftlichen Voraussetzungen der Marktwirtschaft (bzw. „Verkehrswirtschaft“) findet sich bereits bei Max Weber und anderen Klassikern der Wirtschaftssoziologie. Die Marktgemeinschaft charakterisiert Weber als eine unpersönliche, praktische Beziehung, die in Gegensatz zur Stammeszugehörigkeiten oder Verwandtschaft tritt. Nach Weber setzt eine marktwirtschaftliche Vergesellschaftung des Wirtschaftens Appropriation und Marktfreiheit voraus, etwa die Abwesenheit ständischer Monopole.
Der Wirtschaftshistoriker Karl Polanyi stellte die These von Smith und Spencer in Frage, dass frühe Formen der Ökonomie auf Tauschhandel beruht haben. Er schloss dabei an wirtschaftsethnologische Studien, v. a. von Bronislaw Malinowski, Marcel Mauss und Raymond Firth an, die in Stammesgesellschaften besondere, auf generalisierter Reziprozität beruhende Wirtschaftsformen (siehe etwa Schenkökonomie) untersucht haben. Polanyi konnte in allen von ihm untersuchten historisch vorkommenden Ökonomien Elemente von Reziprozität, Umverteilung und direktem Austausch feststellen. Daran anknüpfend wird auch heute in der Kulturanthropologie die Marktwirtschaft als Realtyp gegen andere Formen des Wirtschaftens, insbesondere der Subsistenzwirtschaft, abgegrenzt.
In seinem Werk „The Great Transformation“ von 1944 verwendet Polanyi einen engen Begriff von Marktwirtschaft („eigentliche Marktwirtschaft“) für einen sich selbst regulierenden Markt. Dessen realgeschichtliche Existenz beschränkte er auf die historische Periode von 1834 bis Ende des 19. Jahrhunderts. Ihre Anfänge machte er an der Entwicklung des Arbeitsmarktes fest. Erst die Reform des englischen Armengesetzes von 1834, das jede geldwerte Unterstützung an arbeitslose, aber arbeitsfähige Bedürftige abschaffte („die menschliche Arbeitskraft musste zur Ware gemacht werden“), hätte die Logik des Marktsystems freigesetzt und damit „die Gesellschaft als Anhängsel des Marktes“, sprich zur „Marktgesellschaft“ gemacht. Bereits die Sozialgesetze und die Anerkennung der Gewerkschaften Ende des 19. Jahrhunderts hätten dem Marktmechanismus wieder entgegengewirkt, obwohl „die Idee der Selbst-Regulierung dominant geblieben“ sei. Aus der begrenzten historischen Sicht von 1944 markierten für Polanyi die staatlichen Regulierungen der sozialdemokratischen, kommunistischen und faschistischen Regulierungen zwischen den beiden Weltkriegen das Ende der eigentlichen Marktwirtschaft, die „entscheidende Abkehr von der Idee oder dem 'Mythos' eines sich selbst regulierenden Marktes“. Politisch befürwortete Polanyi die sozialdemokratischen Regulierungen, während er die kommunistischen und faschistischen als Freiheitsgefährdung ablehnte.
Laut Fernand Braudel habe sich hingegen die Marktwirtschaft im europäischen Raum „Schritt für Schritt“ herausgebildet.

„Historisch betrachtet haben wir es m.E. von dem Augenblick an mit Marktwirtschaft zu tun, in dem die Märkte einer bestimmten Zone gemeinsame Preisschwankungen und Preisübereinstimmungen aufweisen, eine insofern besonders charakteristische Erscheinung, als sie über die verschiedenen Gerichtsbezirke und Herrschaftsbereiche hinausgreift. In diesem Sinne besteht die Marktwirtschaft lange vor dem 19. und 20. Jahrhundert.“

Während für Polanyi die Marktwirtschaft ein Synonym für Kapitalismus ist, differenziert Braudel zwischen Marktwirtschaft und Kapitalismus.
Ähnlich wie zuvor Weber, der – in einer anderen Terminologie – zwischen Erwerbs- und Bedarfswirtschaft unterschieden hatte, sieht Niklas Luhmann die Marktwirtschaft nicht im Gegensatz zur Planwirtschaft, sondern im Gegensatz zur Subsistenzwirtschaft. In dieser gibt es in der Regel kein Geld als Steuerungsmedium und das Wirtschaftssystem hat sich noch nicht als eigenständiges Teilsystem der Gesellschaft ausdifferenziert (siehe Autopoiesis).

## Formen

### Modelle

#### Freie Marktwirtschaft
Im Modell der Freien Marktwirtschaft wird allein durch den Markt bestimmt, was produziert und konsumiert wird, in welcher Menge und zu welchem Preis. Eine freie Marktwirtschaft besteht nach George Nikolaus Halm dann, wenn:
1. die Produktionsfaktoren (Arbeit, Boden, Kapital) in privater Hand liegen und die Produktion auf Initiative privater Unternehmen erfolgt (also Privateigentum an den Produktionsmitteln und freier Wettbewerb)
2. Einkommen nur durch Dienstleistungen und die Gewinne privater Unternehmen erwirtschaftet wird
3. keine Planwirtschaft besteht
4. keine staatliche Kontrolle oder Marktregulierung besteht
5. die Marktteilnehmer Wahlfreiheit hinsichtlich Konsum, Berufstätigkeit, Sparen und Investieren haben (also freie Preisbildung, Gewerbefreiheit und Konsumfreiheit)
6. die freie Preisbildung verschiedenster Unternehmen insbesondere im Immobilienbereich.

Eine völlig freie Marktwirtschaft ist allerdings nur eine Abstraktion. In der wirtschaftspolitischen Praxis liegt in allen Ländern mehr oder weniger eine staatliche Marktregulierung vor.
Die von Adam Smith in seinem Buch Der Wohlstand der Nationen propagierten Ideen bedeuten nicht, dass dem Staat jegliche Existenzberechtigung entzogen wird. Ihm obliegen vielmehr weitere wichtige Funktionen. Dazu gehören die äußere Sicherheit zu garantieren, Schutz der Bürger vor Ungerechtigkeit und Unterdrückung durch seine Mitbürger, Bereitstellung öffentlicher Einrichtungen, für die sich kein privater Investor findet, sowie Monopolen entgegenzuwirken. Nach Auffassung einiger Autoren wurde die Lehre von Adam Smith „einseitig“ und verbunden mit dem Mythos von der „unsichtbaren Hand“ zur Vorstellung von einer freien Marktwirtschaft weiterentwickelt. Auch in einer freien Marktwirtschaft werden dem Staat regulierende Funktionen zugeschrieben. Sind diese auf ein Minimum beschränkt, spricht man in Anlehnung an eine ironische Wendung des Arbeiterführers Ferdinand Lassalle auch von einem „Nachtwächterstaat“.

#### Soziale Marktwirtschaft
Die Idee des von Alfred Müller-Armack und Ludwig Erhard entworfenen Leitbilds der Sozialen Marktwirtschaft ist, die Vorteile einer freien Marktwirtschaft, insbesondere die wirtschaftliche Leistungsfähigkeit und die hohe Güterversorgung zu realisieren, gleichzeitig aber Nachteile wie zerstörerischen Wettbewerb, Ballung wirtschaftlicher Macht und unsoziale Auswirkungen von Marktprozessen zu vermeiden. Ziel der Sozialen Marktwirtschaft ist größtmöglicher Wohlstand bei bestmöglicher sozialer Absicherung. Der Staat verhält sich anders als in der freien Marktwirtschaft nicht passiv, sondern greift aktiv in das Wirtschaftsgeschehen ein, „z. B. durch konjunkturpolitische, wettbewerbspolitische und sozialpolitische Maßnahmen.“
Für Ludwig Erhard war der Ausdruck Soziale Marktwirtschaft ein Pleonasmus, weil für ihn der Markt an sich sozial sei. Er konkretisierte diesen Gedanken, indem er betonte, dass die Wirtschaft umso sozialer sei, je freier sie sei. Demgegenüber sah Müller-Armack in der Sozialen Marktwirtschaft eine „irenische Formel“, die „versucht, die Ideale der Gerechtigkeit, der Freiheit und des wirtschaftlichen Wachstums in ein vernünftiges Gleichgewicht zu bringen“.

#### Sozialistische Marktwirtschaft
Eine sozialistische Marktwirtschaft zeichnet das Koordinationsprinzip dezentrale Planung und die Eigentumsordnung Gemeineigentum an den Produktionsmitteln aus. Im Gegensatz hierzu stehen die kapitalistische Marktwirtschaft mit Privatbesitz an den Produktionsmitteln und sozialistische Zentralverwaltungswirtschaft mit einer zentralen Planung.

#### Weitere Modelle
Es gibt eine Reihe weiterer Theoriemodelle, mit denen verschiedene Autoren den Anspruch erheben, die Soziale Marktwirtschaft weiterzuentwickeln, zum Beispiel die Ökosoziale Marktwirtschaft, daneben die Nachhaltige Marktwirtschaft (Michael von Hauff), die Humane Marktwirtschaft (Erwin Nießlein) und die Ethische Marktwirtschaft (Hans Ruh). Eine weitere Variante ist die Zivilisierte Marktwirtschaft des St. Gallener Wirtschaftsethikers Peter Ulrich; auch sie ist laut ihrem Schöpfer eine Weiterentwicklung der „im Standortwettbewerb orientierungsschwach gewordenen Konzeption der Sozialen Marktwirtschaft“.

### Reale Wirtschaftsordnungen
In der Praxis existieren sehr unterschiedliche Formen der Marktwirtschaft. Diese unterscheiden sich aufgrund der unterschiedlichen wirtschafts- und sozial- bzw. gesellschaftspolitischen Zielsetzung in der Ausprägung der Eigentums- und Persönlichkeitsrechte und dem Ausmaß und den Formen staatlicher Intervention. Beispiele hierfür sind die Planification in Frankreich, das schwedische Modell in Skandinavien, der Austrokeynesianismus in Österreich oder die Soziale Marktwirtschaft in Deutschland. Michel Albert hat mit seinem Buch Capitalisme contre Capitalisme (1991) (deutsch: Kapitalismus contra Kapitalismus) für die vor allem in Deutschland sowie den Alpenländern und den Niederlanden bestehende kapitalistische Marktwirtschaft den Begriff des „rheinischen Kapitalismus“ geprägt und ihn dem „neo-amerikanischen“ Modell entgegengestellt. Peter A. Hall und David Soskice haben in ihrem Buch Varieties of Capitalism (2001) zwei Varianten von Marktwirtschaften – „liberal market economies“ und „coordinated market economies“ – beschrieben.

## Marktwirtschaft und Kapitalismus
Verschiedene Autoren machen die Existenz einer kapitalistischen Wirtschaftsordnung vom Privateigentum an den Produktionsmitteln abhängig und die Marktwirtschaft von der Bedürfnisbefriedigung über Märkte. Häufig verstehen Ökonomen Kapitalismus als Marktwirtschaft mit Privateigentum an Produktionsmitteln. Das heute vorherrschende Wirtschaftssystem der kapitalistischen Marktwirtschaft wird durch beide Begriffe bestimmt. Eine Marktwirtschaft ist theoretisch jedoch ohne Kapitalismus – als sozialistische Marktwirtschaft – wie der Kapitalismus ohne Marktwirtschaft – als kapitalistische Zentralverwaltungswirtschaft – denkbar. Dem französischen Sozialhistoriker Fernand Braudel zufolge hat sich die Marktwirtschaft „Schritt für Schritt“ herausgebildet und ist noch vor dem Kapitalismus mit seiner „Norm der unbegrenzten Akkumulation“ entstanden.
Für andere Autoren ist der Begriff der Marktwirtschaft vom Kapitalismus kaum abzugrenzen. Nach John Kenneth Galbraith wurde er vielmehr gezielt nach dem Zweiten Weltkrieg als neue Bezeichnung für den durch die Weltwirtschaftskrise in Misskredit geratenen Kapitalismus eingeführt. Der Ausdruck sei dabei vollkommen nichtssagend, denn im Prinzip bedeute er nichts anderes als den Warenaustausch über Märkte. Tatsächlich beinhalte die marktwirtschaftlich genannte Ordnung aber alle Strukturelemente des Kapitalismus und sei mit diesem gleichzusetzen.

## Marktmechanismus und Effizienz
Der Ökonom Jürgen Pätzold beschreibt den Marktmechanismus als einen „Koordinationsmechanismus, der keiner bürokratischen Befehle bedarf. Jedes Wirtschaftssubjekt erhält in der Marktwirtschaft seine Informationen über die Veränderung der Preissignale. Die Planungen und Handlungen werden diesen veränderten Marktsignalen laufend angepasst und dadurch schrittweise aufeinander abgestimmt. Das marktgesteuerte System hat daher eine im Vergleich zur Zentralverwaltungswirtschaft höhere Flexibilität und Problemverarbeitungskapazität. […] Diese unbestrittenen Vorteile der marktwirtschaftlich organisierten Wirtschaft gegenüber der bürokratischen Lenkung schließen jedoch nicht aus, daß die marktwirtschaftliche Realität durch Fehlentwicklungen gekennzeichnet sein kann. Die Erfahrungen mit dem klassischen Laissez faire-Liberalismus haben eindringlich gezeigt, daß eine marktwirtschaftliche Ordnung der Gestaltung und Korrektur durch den Staat bedarf.“

## Marktversagen
Als Marktversagen werden Situationen in einer Marktwirtschaft bezeichnet, in denen, durch die Verfehlung des Ideals einer vollkommenen Konkurrenz, keine volkswirtschaftlich optimale Verteilung von Gütern und Ressourcen zustande kommt,
Beispiele für Marktversagen:
- Kartell- und Monopolbildungen
- Externe Effekte
- Mangel bei öffentlichen Gütern
- Informationsasymmetrien

Insbesondere in der Sozialen Marktwirtschaft wird dem Staat daher die Aufgabe zugewiesen, Marktversagen zu verhindern, beispielsweise durch Wettbewerbspolitik, Umweltpolitik oder die Bereitstellung öffentlicher Güter. Gelingt dies nicht im gewünschten Maß oder führen staatliche Maßnahmen gar zu weiterem Marktversagen, so spricht man von Staatsversagen.

## Marktwirtschaft und soziale Gerechtigkeit
Die Marktwirtschaft führt in der Theorie zu einer leistungsabhängigen Einkommensverteilung, da das Einkommen maßgeblich von Dingen wie Bildung, Berufsqualifikation sowie auch Motivation und persönlicher Leistung beeinflusst wird. Daraus folgt, dass weniger qualifizierte Kräfte vom Einkommensniveau her höherqualifizierten unterlegen sind. In der Praxis wird die Einkommensverteilung zusätzlich durch unterschiedliche Startbedingungen beeinflusst, die unter dem Begriff Marktmacht zusammengefasst werden können.
Durch staatliche Regulierungen, wie z. B. Umverteilung, können Einkommensunterschiede verringert werden. Dabei besteht aber die Gefahr, dass insbesondere fallweises staatliches Eingreifen in die Marktwirtschaft meist zu Nebeneffekten führt, die Absichten teilweise ins Gegenteil verkehren können.
Die Bestimmung sozialer Gerechtigkeit ist Gegenstand zentraler politischer und philosophischer Auseinandersetzungen seit dem 19. Jahrhundert. Der Utilitarismus nach Jeremy Bentham hat den felicific calculus konzipiert. Dieser beruht auf der Grundlage, dass das größte zu erreichende Gut dasjenige sei, welches zum „größtmöglichen Glück für die größtmögliche Zahl“ führt. Marxistische Kritik an der Marktwirtschaft geht vom Klassenwiderspruch zwischen Kapitalisten und Arbeiterklasse aus, auf Grund dessen es keine gerechte soziale Marktwirtschaft geben könne. John Rawls entwickelte die Theorie der Gerechtigkeit. Aus dieser Sicht wird eine vollkommene Gleichverteilung als nicht sinnvoll empfunden, da sie die Motivation, Leistungen zu erbringen, verringere.

## Marktwirtschaft und Akzeptanz in der Bevölkerung
Das Allensbach-Institut erhebt turnusmäßig Einstellungen der deutschen Bevölkerung zur sozialen Marktwirtschaft mit der Frage „Sind die wirtschaftlichen Verhältnisse bei uns in Deutschland – ich meine, was die Menschen besitzen und was sie verdienen – im Großen und Ganzen gerecht oder nicht gerecht?“ Von 1964 bis Anfang der 1990er Jahre hielten sich die Anteile derjenigen, die sagten, die Verhältnisse seien gerecht, und die Zahl derer, die sie für nicht gerecht ansahen, ungefähr die Waage. Seitdem aber stieg der Anteil derer, die die Verhältnisse für nicht gerecht halten, kontinuierlich. 2013 lag er bei 65 Prozent.

## Unterschiede zwischen den Wirtschaftsordnungen
Die Unterschiede zwischen den verschiedenen Wirtschaftsordnungen können wie folgt gegenübergestellt werden:
|                   | Zentralverwaltungswirtschaft    | Sozialistische Marktwirtschaft                      | Marktwirtschaft                                           |
| ----------------- | ------------------------------- | --------------------------------------------------- | --------------------------------------------------------- |
| Preis             | staatlich fixierte Preise       | Staatlich fixierte Preise und teilweise Marktpreise | Marktpreise, ausnahmsweise auch Mindest- und Höchstpreise |
| Produktionsmittel | Produktionsmittel verstaatlicht | Vergesellschaftetes Eigentum an Produktionsmitteln  | Privateigentum an Produktionsmitteln                      |
| Formalziel        | Prinzip der Planerfüllung       | Einkommensprinzip und teilweise Gewinnprinzip       | Gewinnprinzip, ausnahmsweise auch Kostendeckungsprinzip   |